# ウンデシレン酸
ウンデシレン酸はひまし油に由来する不飽和脂肪酸で、化学式は(CH2CH(CH2)8COOH)。10-ウンデセン酸(10-undecenoic acid)とも呼ばれる。医薬品、化粧品、香水などの製造に使われる。
ウンデシレン酸は高圧下でひまし油を接触分解することで得られる。
白癬菌などの真菌に効果があるとされており、抗水虫薬として一部の一般用医薬品に成分の一つとして配合されている。ただし、エビデンスは十分ではなく、医療用医薬品の成分としては用いられていない。